# Metropolitní město Bologna
Metropolitní město Bologna (Città metropolitana di Bologna) je italský správní celek druhé úrovně v regionu Emilie-Romagna. Vzniklo ze stejnojmenné provincie v roce 2015. Šest jeho obcí se nachází na území Romagne, ostatní na území Emilie. Sousedí na severu s provincií Ferrara, na východě s provincií Ravenna, na jihu s provinciemi Firenze, Prato a Pistoia a na západě s provincií Modena.
V čele metropolitního města stojí metropolitní starosta (sindaco metropolitano) a metropolitní rada (consiglio metropolitano).

## Historie
Pozůstatky Villanovské kultury z doby železné objevili archeologové v roce 1853 nedaleko Boloně. Město bylo osídleno Etrusky a pojmenováno Velzna, později Felsina. V 6. století př. n. l. byla Felsina známá svými trhy a obchodem. V tomto období ji napadl galský kmen Bójů, který rozvíjel zemědělskou produkci v regionu. Římané začali dobývat region kolem roku 220 př. n. l. a v roce 180 př. n. l. byli úspěšní; po dobytí Felsiny ji přejmenovali na Bononii. Poté, co Řím v roce 476 n. l. padl a region trpěl nájezdy barbarů, byla Bononie přeměněna na pevnost.
Město patřilo Karlu Velikému, ale v roce 774 bylo předáno Svatému stolci. Později město ovládla Svatá říše římská a začalo se nazývat Bologna a roku 1114 se stala obcí. Toužila však po nezávislosti a tak se roku 1176 připojila k Lombardské lize – alianci, která se stavěla proti vlivu Svaté říše římské.
Císař Fridrich I. uznal touhu města po nezávislosti a udělil mu určitou autonomii, které se však roku 1249 připojilo k druhé lombardské lize, aby porazilo Fridricha II. V roce 1506 se Bologna stala součástí papežských států a po sjednocení Itálie v 19. století se připojila k Italskému království.
Boloňská univerzita byla založena v roce 1088 – její specializací bylo římské a kanonické právo a stanovila standardy ve způsobu organizace a učebních osnov, jimiž se řídily univerzity v Itálii.

## Geografie
Metropolitní město Bologna je součástí regionu Emilia-Romagna v severozápadní Itálii. Leží ve středu regionu a na východě sousedí s provincií Ravenna, na severu s provincií Ferrara a na západě s provincií Modena. Na jihu leží metropolitní město Florencie, provincie Prato a provincie Pistoia, všechny v regionu Toskánsko.
Metropolitní území je převážně rovinaté a táhne se od Pádské nížiny až k Apeninám; nejvyšším bodem je vrchol Corno alle Scale, který dosahuje výšky 1,945 metrů nad mořem. Obcí s nejnižší průměrnou nadmořskou výškou je Molinella, která leží 8 metrů nad mořem. Obec s nejvyšší průměrnou nadmořskou výškou je Monghidoro 841 m n. m.
Metropolitní město Bologna zahrnuje jihovýchodní Emilii a sedm obcí, jejichž území je celé zahrnuto do historicko-geografického regionu Romagna: Dozza, Fontanelice, Imola, Mordano, Borgo Tossignano, Casalfiumanese a Castel del Rio. Území provincie se rozkládá převážně na rovinách a kopcích. Hory zabírají 21,3 % rozlohy provincie, zatímco regionální průměr činí 25 %, a jsou rozděleny mezi Boloňské apeniny a Apeniny Imola.
Hlavními řekami, které protékají územím, jsou Reno (211 km), která shromažďuje téměř všechny vody boloňské oblasti, Santerno (85 km), Idice (77 km), Sillaro (66 km), Savena (54 km), Samoggia (53 km) a Setta (40 km). Zvláštní pozornost si zaslouží říčka Dardagna, jediná řeka na území metropole, která se vlévá do Panaro a je součástí povodí Pádu.

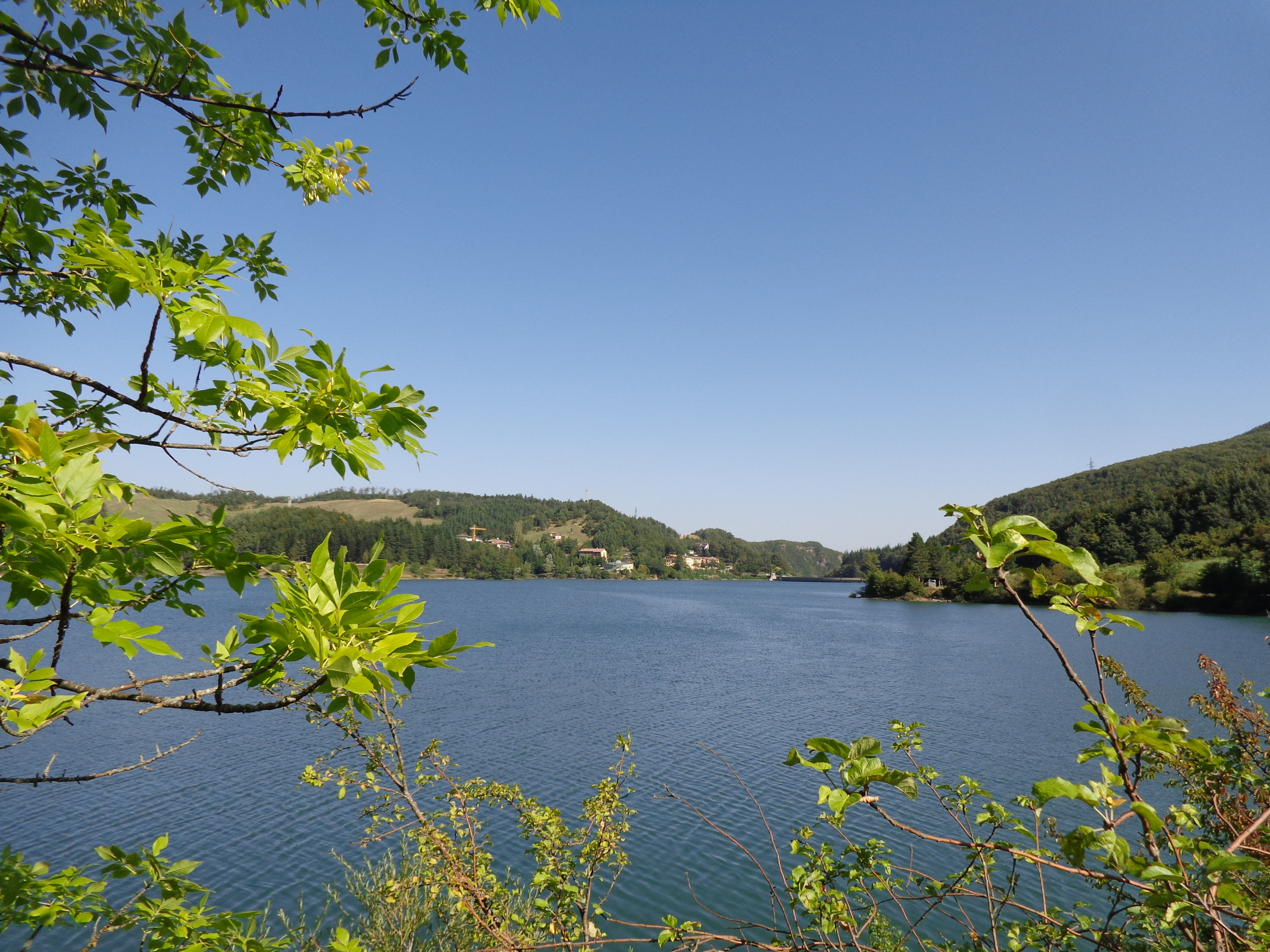
Jezero Brasimone

V rozsáhlém pahorkatinném systému vynikají dva hřbety, které se nacházejí příčně k hlavním údolím: pliocenní hřbet a křídová žíla. Charakteristické jsou strže, kopcovité útvary vyhloubené prouděním deště na jílovitých svazích různé hustoty, které se vyskytují podél křídové žíly na kopcích od Reggio nell'Emilia až po provincii Rimini. 

### Přírodní oblasti
Flora a fauna metropolitní oblasti je spravována prostřednictvím systému, který představuje 21 chráněných oblastí a 31 lokalit společenské významnosti. Celková rozloha v říjnu 2004 činila 710 684 akrů (což odpovídá 19,36 % rozlohy provincie). Uvnitř metropolitního města Bologna se nachází 5 regionálních parků (Corno alle Scale, Gessi Bolognesi a Calanchi dell'Abbadessa, Monte Sole, Monteveglio Abbey, Suviana a jezero Brasimone), 2 provinční parky (Montovolo, La Martina), 1 přírodní rezervace (Countrafforte Nature Reserve Pliocene), 13 oblastí ekologické rovnováhy (ARE). Kromě toho bylo v oblasti zaznamenáno 70 různých druhů z přílohy I směrnice o ptácích.

## Ekonomika

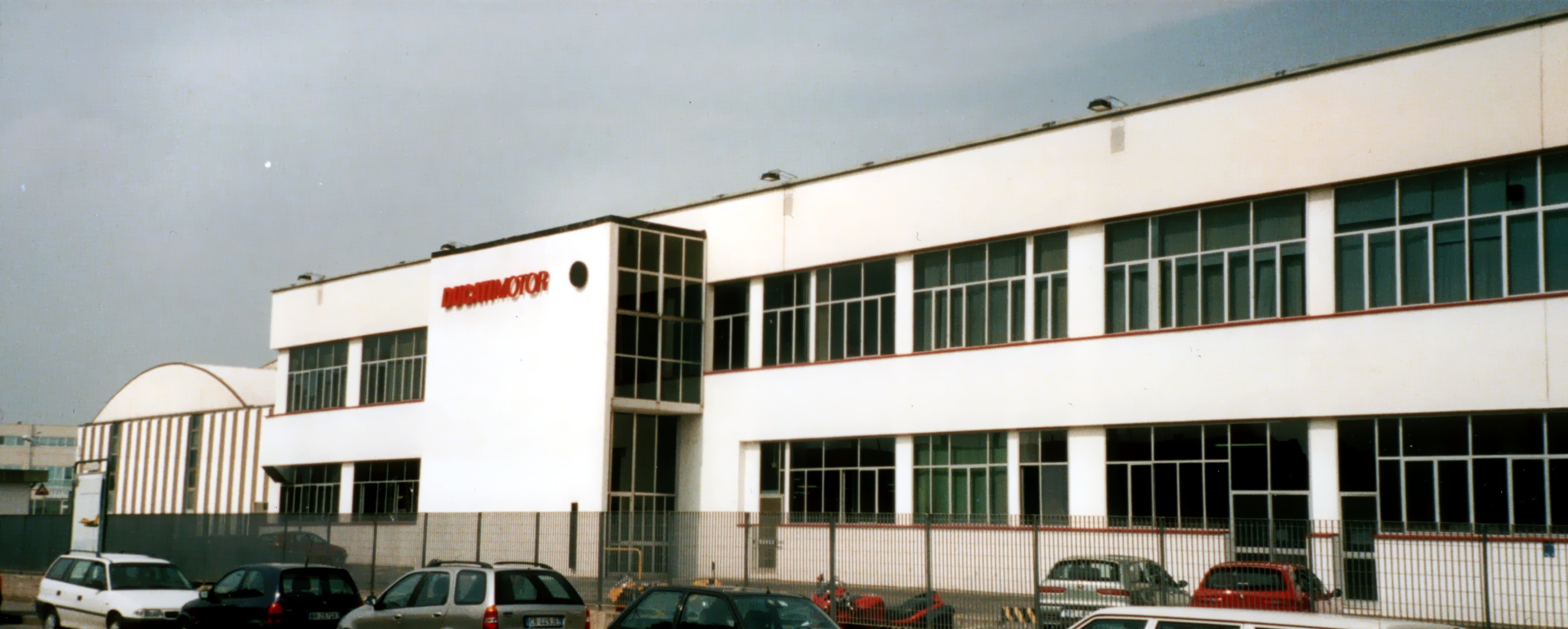
Továrna Ducati

Hnacími odvětvími regionálního hospodářství jsou: zemědělství (zelenina, obiloviny - slavné brambory DOP z Budria), chov prasat a skotu a malý a střední průmysl v oblasti potravinářství, strojírenství, keramiky a elektroniky. 

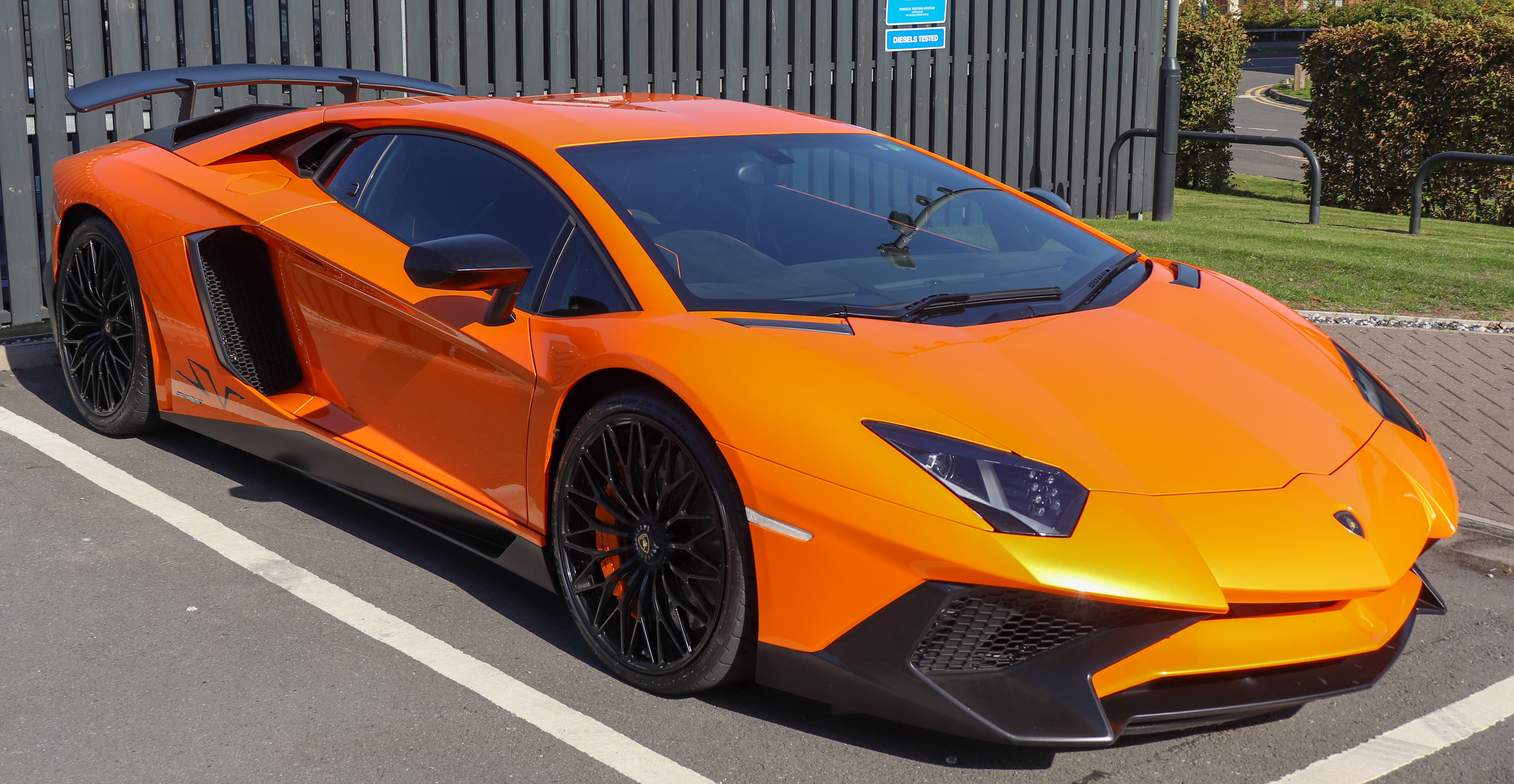
2015 Lamborghini Aventador SV

V provincii sídlí společnosti jako výrobce motocyklů Ducati, luxusních sportovních vozů a SUV se sídlem v Sant'Agata Bolognese Lamborghini (společnost vlastní Volkswagen Group prostřednictvím své dceřiné společnosti Audi), italská společnost vyrábějící jízdní kola, skútry a motocykly Malaguti se sídlem v San Lazzaro di Savena, italská centrála společnosti Volvo, Saab Italia, výrobce motocyklů Moto Morini (od roku 1937 do roku 2014) a výrobce autobusů BredaMenarinibus. 
V odvětví obrábění kovů jsou to Malossi, Marzocchi, Paioli, Minarelli, Viro, zatímco v odvětví elektronických strojů a automatů Saeco, Datalogic, Beghelli, FAAC, IMA, SACMI , Marchesini. 

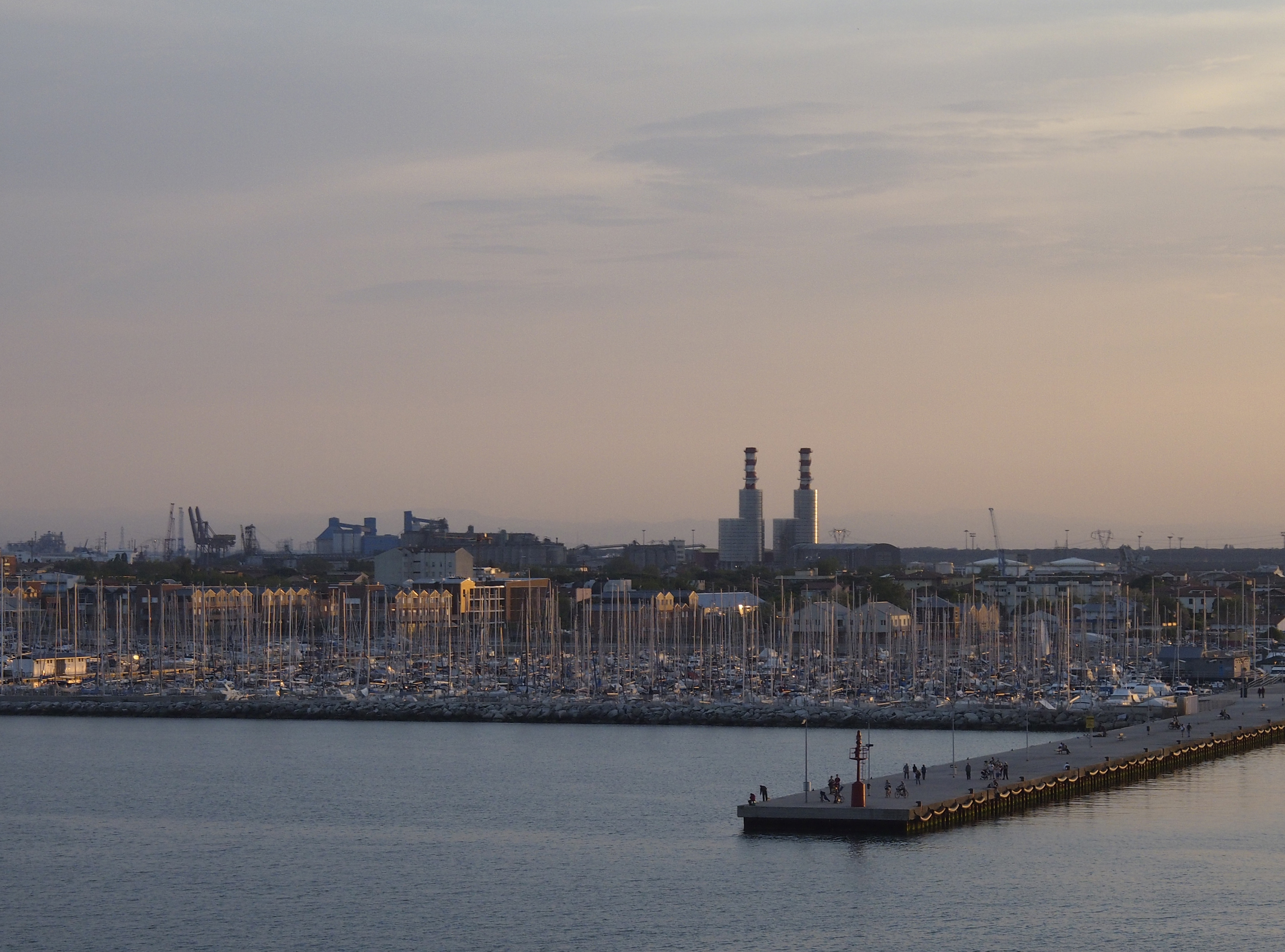
Ravenna – přístav

Mezi vysoce významná zemědělsko-potravinářská odvětví v Bologni patří: v potravinářském sektoru Granarolo, Fabbri, Segafredo Zanetti, Montenegro, Valsoia, konsorcium Conserve Italia (do kterého patří Cirio, Yoga, Valfrutta, Derby Blue a Jolly Colombani), Eridania, Alcisa, Cremino maker Majani, Carpigiani, Cerelia Acqua Minerale, jakož i národní pobočky potravinářských družstev Coop (Itálie), Conad a Sigma, SISA a Despar. 
Za zmínku stojí aktivity boloňského veletrhu, kde se pořádají mezinárodní akce, infrastruktura boloňského interportu pro nakládku a vykládku zboží přicházejícího v kontejnerech z přístavu Ravenna a Centergross Funo, založený v roce 1977 a patřící mezi hlavní obchodní centra Evropy.